# Карло Анчелотті
Ка́рло Анчело́тті (італ. Carlo Ancelotti; нар. 10 червня 1959, Реджоло, Італія) — італійський футболіст, півзахисник. Провів 26 матчів за збірну Італії, брав участь у чемпіонаті Європи 1988 року і чемпіонаті світу 1990 року. Нині — тренер. З травня 2025 року очолює Збірну Бразилії з футболу.
Єдиний тренер, який п'ять разів вигравав Лігу чемпіонів УЄФА (двічі з «Міланом» у 2003 і 2007, а також тричі з «Реалом» у 2014, 2022 та 2024 роках). Єдиний тренер який вигравав чемпіонство у п'яти топ-чемпіонатах (Італія — 2004 рік з «Міланом»; Англія — 2010 рік з «Челсі»; Франція — 2013 рік з «Парі Сен-Жермен»; Німеччина — 2017 рік з «Баварією»; Іспанія — 2022 рік з «Реал Мадрид»).

## Кар'єра гравця
Анчелотті почав свою професійну кар'єру футболіста в 1976 році в футбольному клубі «Парма». У 1979 році відбувся його перехід в «Рому», у складі якої він виграв італійський чемпіонат і 4 рази Кубок Італії. З 1987 по 1992 роки Карло Анчелотті був гравцем легендарного складу «Мілана», який виграв двічі поспіль Кубок європейських чемпіонів у 1989 і 1990 роках.

## Тренерська кар'єра
З червня 2021 по травень 2025 року очолював тренерський штаб іспанського клубу «Реал» (Мадрид).
Протягом шести сезонів на чолі клубу він здобув 15 трофеїв:
- 3 перемоги в Лізі чемпіонів
- 3 клубні чемпіонати світу
- 3 суперкубка УЄФА
- 2 чемпіонати Іспанії
- 2 кубка Іспанії
- 2 Суперкубка Іспанії

## Особисте життя
У Анчелотті двоє дітей: дочка Катіа і син Давіде, який був його асистентом в «Евертоні», а тепер у «Реалі».
У 2010 році Анчелотті написав автобіографічну книгу, присвячену своїм батькам, Джузеппе та Сесіль, а також другу і колишньому партнеру по команді Стефано Боргоново, хворому бічним аміотрофічним склерозом. Весь прибуток від продажу англійського видання книги пішов до фонду Боргоново.

## Статистика виступів

### Статистика клубних виступів
| Сезон             | Команда           | Чемпіонат         | Чемпіонат | Чемпіонат | Національний кубок | Національний кубок | Національний кубок | Континентальні кубки | Континентальні кубки | Континентальні кубки | Інші змагання | Інші змагання | Інші змагання | Усього | Усього |
| Сезон             | Команда           | Ліга              | Ігор      | Голів     | Ліга               | Ігор               | Голів              | Ліга                 | Ігор                 | Голів                | Ліга          | Ігор          | Голів         | Ігор   | Голів  |
| ----------------- | ----------------- | ----------------- | --------- | --------- | ------------------ | ------------------ | ------------------ | -------------------- | -------------------- | -------------------- | ------------- | ------------- | ------------- | ------ | ------ |
| 1976–77           | «Парма»           | C                 | 1         | 0         |                    | ?                  | ?                  | -                    | -                    | -                    | -             | -             | -             | 1+     | 0+     |
| 1977–78           | «Парма»           | C                 | 21        | 8         |                    | ?                  | ?                  | -                    | -                    | -                    | -             | -             | -             | 21+    | 8+     |
| 1978–79           | «Парма»           | C1                | 33        | 5         |                    | ?                  | ?                  | -                    | -                    | -                    | -             | -             | -             | 33+    | 5+     |
| Усього за «Парму» | Усього за «Парму» | Усього за «Парму» | 55        | 13        |                    | ?                  | ?                  |                      | -                    | -                    |               | -             | -             | 55+    | 13+    |
| 1979–80           | «Рома»            | A                 | 27        | 3         | КІ                 | 9                  | 0                  | -                    | -                    | -                    | -             | -             | -             | 36     | 3      |
| 1980–81           | «Рома»            | A                 | 29        | 2         | КІ                 | 6                  | 2                  | КВК                  | 2                    | 1                    | -             | -             | -             | 37     | 5      |
| 1981–82           | «Рома»            | A                 | 5         | 0         | КІ                 | 0                  | 0                  | КВК                  | 3                    | 1                    | -             | -             | -             | 8      | 1      |
| 1982–83           | «Рома»            | A                 | 23        | 2         | КІ                 | 3                  | 0                  | КУЄФА                | 6                    | 0                    | -             | -             | -             | 32     | 2      |
| 1983–84           | «Рома»            | A                 | 9         | 0         | КІ                 | 5                  | 0                  | КЧ                   | 4                    | 0                    | -             | -             | -             | 18     | 0      |
| 1984–85           | «Рома»            | A                 | 22        | 3         | КІ                 | 2                  | 0                  | КВК                  | 3                    | 0                    | -             | -             | -             | 27     | 3      |
| 1985–86           | «Рома»            | A                 | 29        | 0         | КІ                 | 4                  | 0                  | -                    | -                    | -                    | -             | -             | -             | 33     | 0      |
| 1986–87           | «Рома»            | A                 | 27        | 2         | КІ                 | 7                  | 1                  | КВК                  | 2                    | 0                    | -             | -             | -             | 36     | 3      |
| Усього за «Рому»  | Усього за «Рому»  | Усього за «Рому»  | 171       | 12        |                    | 36                 | 3                  |                      | 20                   | 2                    |               | -             | -             | 227    | 17     |
| 1987–88           | «Мілан»           | A                 | 27        | 2         | КІ                 | 7                  | 0                  | КУЄФА                | 4                    | 0                    | -             | -             | -             | 38     | 2      |
| 1988–89           | «Мілан»           | A                 | 28        | 2         | КІ                 | 2                  | 0                  | КЧ                   | 7                    | 1                    | СІ            | 1             | 0             | 38     | 3      |
| 1989–90           | «Мілан»           | A                 | 24        | 3         | КІ                 | 4                  | 0                  | КЧ                   | 6                    | 0                    | СУ+МКК        | 0+1           | 0             | 35     | 3      |
| 1990–91           | «Мілан»           | A                 | 21        | 1         | КІ                 | 4                  | 0                  | КЧ                   | 4                    | 0                    | СУ+МКК        | 2+0           | 0             | 31     | 1      |
| 1991–92           | «Мілан»           | A                 | 12        | 2         | КІ                 | 6                  | 0                  | -                    | -                    | -                    | -             | -             | -             | 18     | 2      |
| Усього за «Мілан» | Усього за «Мілан» | Усього за «Мілан» | 112       | 10        |                    | 23                 | 0                  |                      | 21                   | 1                    |               | 4             | 0             | 160    | 11     |
| Усього за кар'єру | Усього за кар'єру | Усього за кар'єру | 338       | 35        |                    | 59+                | 3+                 |                      | 41                   | 3                    |               | 4             | 0             | 442+   | 41+    |

### Статистика виступів за збірну
| Дата       | Місто              | Господарі      | Результат | Гості     | Турнір                        | Голи | Примітки |
| ---------- | ------------------ | -------------- | --------- | --------- | ----------------------------- | ---- | -------- |
| 6-1-1981   | Монтевідео         | Нідерланди     | 1 – 1     | Італія    | Золотий кубок чемпіонів світу | 1    |          |
| 25-2-1981  | Рим                | Італія         | 0 – 3     | Європа    | товариський матч              | -    | 74'      |
| 3-6-1981   | Копенгаген         | Данія          | 3 – 1     | Італія    | Відбір до ЧС 1982             | -    | 67'      |
| 23-9-1981  | Болонья            | Італія         | 3 – 1     | Болгарія  | Відбір до ЧС 1982             | -    | 79'      |
| 12-2-1983  | Лімасол            | Кіпр           | 1 – 1     | Італія    | Відбір до ЧЄ 1984             | -    | 46'      |
| 5-10-1983  | Барі               | Італія         | 3 – 0     | Греція    | товариський матч              | -    |          |
| 15-10-1983 | Неаполь            | Італія         | 0 – 3     | Швеція    | Відбір до ЧЄ 1984             | -    |          |
| 16-11-1983 | Прага              | Чехословаччина | 2 – 0     | Італія    | Відбір до ЧЄ 1984             | -    |          |
| 5-2-1986   | Авелліно           | Італія         | 1 – 2     | ФРН       | товариський матч              | -    |          |
| 26-3-1986  | Удіне              | Італія         | 2 – 1     | Австрія   | товариський матч              | -    |          |
| 11-5-1986  | Неаполь            | Італія         | 2 – 0     | КНР       | товариський матч              | -    | 46'      |
| 8-10-1986  | Болонья            | Італія         | 2 – 0     | Греція    | товариський матч              | -    | 57'      |
| 15-11-1986 | Мілан              | Італія         | 3 – 2     | Швейцарія | Відбір до ЧЄ 1988             | -    |          |
| 23-9-1987  | Піза               | Італія         | 1 – 0     | Югославія | товариський матч              | -    | 78'      |
| 17-10-1987 | Берн               | Швейцарія      | 0 – 0     | Італія    | Відбір до ЧЄ 1988             | -    | 80'      |
| 14-11-1987 | Неаполь            | Італія         | 2 – 1     | Швеція    | Відбір до ЧЄ 1988             | -    | 89'      |
| 4-6-1988   | Брешія             | Італія         | 0 – 1     | Уельс     | товариський матч              | -    | 57'      |
| 10-6-1988  | Дюссельдорф        | ФРН            | 1 – 1     | Італія    | ЧЄ 1988 - 1-й етап            | -    |          |
| 14-6-1988  | Франкфурт-на-Майні | Італія         | 1 – 0     | Іспанія   | ЧЄ 1988 - 1-й етап            | -    |          |
| 17-6-1988  | Кельн              | Італія         | 2 – 0     | Данія     | ЧЄ 1988 - 1-й етап            | -    |          |
| 22-6-1988  | Штутгарт           | СРСР           | 2 – 0     | Італія    | ЧЄ 1988 - півфінал            | -    |          |
| 21-2-1990  | Роттердам          | Нідерланди     | 0 – 0     | Італія    | товариський матч              | -    |          |
| 9-6-1990   | Рим                | Італія         | 1 – 0     | Австрія   | ЧС 1990 - 1-й етап            | -    | 46'      |
| 30-6-1990  | Рим                | Італія         | 1 – 0     | Ірландія  | ЧС 1990 - чвертьфінал         | -    | 64'      |
| 7-7-1990   | Барі               | Італія         | 2 – 1     | Англія    | ЧС 1990 - матч за 3-тє місце  | -    | 3º posto |
| 13-11-1991 | Генуя              | Італія         | 1 – 1     | Норвегія  | Відбір до ЧЄ 1992             | -    |          |
| Усього     |                    | Матчів         | 26        |           | Голів                         | 1    |          |

## Досягнення

### Гравець
- Бронзовий призер чемпіонату світу: 1990

 «Рома»
- Чемпіонат Італії
  - Чемпіон (1): 1982–83
- Кубок Італії
  - Володар (4): 1979–80, 1980–81, 1983–84, 1985–86

 «Мілан»
- Чемпіонат Італії
  - Чемпіон (2): 1987–88, 1991–92
- Суперкубок Італії:
  - Володар (1): 1988
- Кубок європейських чемпіонів
  - Володар (2): 1988–89, 1989–90
- Суперкубок УЄФА:
  - Володар (2): 1989, 1990
- Міжконтинентальний кубок:
  - Володар (2): 1989, 1990

### Тренер
«Ювентус»
- Кубок Інтертото
  - Володар (1): 1999

 «Мілан»
- Чемпіонат Італії
  - Чемпіон (1): 2003–04
- Кубок Італії
  - Володар (1): 2002–03
- Суперкубок Італії:
  - Володар (1): 2004
- Ліга чемпіонів УЄФА
  - Переможець (2): 2002–03, 2006–07
- Суперкубок УЄФА:
  - Володар (2): 2003, 2007
- Клубний чемпіонат світу:
  - Переможець (1): 2007

 «Челсі»
- Чемпіонат Англії
  - Чемпіон (1): 2009–10
- Кубок Англії
  - Володар (1): 2009–10
- Суперкубок Англії:
  - Володар (1): 2009

 «Парі Сен-Жермен»
- Чемпіонат Франції
  - Чемпіон (1): 2012–13

 «Реал Мадрид»
- Чемпіонат Іспанії
  - Чемпіон (2): 2021–22, 2023—24
- Кубок Іспанії
  - Володар (2): 2013–14, 2022–23
- Ліга чемпіонів УЄФА
  - Переможець (3): 2013–14, 2021–22, 2023–24
- Суперкубок УЄФА:
  - Володар (2): 2014, 2022
- Клубний чемпіонат світу з футболу
  - Переможець (2): 2014, 2022
- Суперкубок Іспанії:
  - Володар (2): 2021, 2023
- Міжконтинентальний кубок ФІФА
  - Переможець (1): 2024

 «Баварія»
- Чемпіонат Німеччини
  - Чемпіон (1): 2016–17
- Суперкубок Німеччини
  - Володар (2): 2016, 2017

### Індивідуальні
- Найкращий тренер в історії футболу — 8 місце (France Football)[10]
- Найкращий тренер в історії футболу — 18 місце (4–4–2)[11]